# Синегуб, Валентин Константинович
Валентин Константинович Синегуб (1877 — не ранее 1960) — полковник 10-го уланского Одесского полка, герой Первой мировой войны, участник Белого движения.

## Биография
Православный.
Окончил Петровский Полтавский кадетский корпус (1895) и Николаевское кавалерийское училище (1897), откуда выпущен был корнетом в 29-й драгунский Одесский полк. Произведен в поручики 15 марта 1901 года, в штабс-ротмистры — 1 сентября 1904 года. Окончил курс Офицерской кавалерийской школы «успешно». Произведен в ротмистры 15 июля 1912 года.
В Первую мировую войну вступил в рядах 10-го уланского Одесского полка. Пожалован Георгиевским оружием
За то, что в бою 8-го августа 1914 года, во главе эскадрона, отважно бросившись на превосходные силы конницы противника, опрокинул ее, обратив в бегство, чем и содействовал захвату своей дивизией артиллерии и пленных.
Произведен в подполковники 15 февраля 1915 года «за отличия в делах против неприятеля», в полковники — 26 января 1917 года. В конце 1917 года был назначен командиром 10-го гусарского Ингерманландского полка, а в феврале 1918 года, в условиях развала фронта, с группой офицеров полка выехал в Чугуев, взяв с собой штандарт. Летом 1918 года находился в Ахтырке, тогда же были убиты его родители.
В Гражданскую войну участвовал в Белом движении в составе Северо-Западной армии, куда был зачислен с 1 июня 1919 года. В августе 1919 года — командир 1-го эскадрона стрелкового дивизиона 2-го полка Ливенской дивизии, в декабре — командир 1-го эскадрона стрелкового дивизиона 5-й пехотной дивизии. В 1920 году — в Русской армии, эвакуировался из Крыма на корабле «Лазарев».
В эмиграции в Югославии. В 1921 году — командир дивизиона Николаевского кавалерийского училища. Проживал в Земуне, служил в югославской армии. Умер до 1965 года.

## Награды
- Орден Святого Станислава 3-й ст. (ВП 2.02.1908)
- Орден Святой Анны 3-й ст. (ВП 10.05.1912)
- Орден Святого Станислава 2-й ст. с мечами (ВП 23.01.1915)
- Георгиевское оружие (ВП 9.03.1915)
- Орден Святого Владимира 4-й ст. с мечами и бантом (ВП 17.03.1915)
- Орден Святой Анны 2-й ст. с мечами (ВП 16.05.1916)